# Абат
Абат (алб. Abat) је насељено место у општини Скадар у округу Скадар, Албанија. Према попису из 1989. године било је 369 становника.
Абат су једно од насеља племена Шаља.